# Myzostoma rubrofasciatum
Myzostoma rubrofasciatum is een ringworm uit de familie Myzostomatidae.
Myzostoma rubrofasciatum werd in 1884 voor het eerst wetenschappelijk beschreven door Graff.